# Joseph Vilbort
Joseph Vilbort, né le 9 août 1828 à Bruxelles et mort le 8 octobre 1911 à Boulogne-Billancourt, est un écrivain et journaliste belge naturalisé français en 1870.

## Biographie
Né Lambert Pierre Joseph Corneille Wilborts à Bruxelles le 9 août 1828.
Après des études à l'Université libre de Bruxelles, il commence par écrire des fables et des pièces de théâtre qui sont essentiellement des comédies jouées dans les principaux théâtres de Bruxelles : Les Égarements de la Jalousie, comédie en un acte ;  Un conseil d'ami (1850), comédie en un acte ; Les Provinciales, comédie en un acte ; Un premier Mensonge (1851), comédie en un acte ; Salons et Coulisses (1855), comédie en cinq actes ; Châtiments, drame en deux actes ; Les amours d'Outre-Tombe (1856), comédie en un acte.
Ses succès le décident à venir tenter la fortune littéraire à Paris. Il fait alors franciser son nom en Joseph Vilbort, pseudonyme qu'il choisit désormais lorsqu'il écrit. Mais à Paris le théâtre est d'un accès difficile et il fait ses premières armes dans la presse quotidienne. Il voyage d'Afrique du Nord à l'Europe de l'Est et devient successivement rédacteur au Courrier de Paris, à L'Opinion Nationale, à La Presse, à Le Siècle dont il est le principal rédacteur pour les questions de politique étrangère. 
Il écrit alors Les héroïnes, nouvelles polonaises qui raconte l'histoire de femmes russes qui s'insurgent, au milieu du XIXe siècle contre l'occupation par la Russie tsariste. Il est envoyé comme représentant de la presse française en Prusse, au moment de la bataille de Sadowa et suit la guerre austro-prussienne de 1866. En parallèle, il écrit Les Cyniques. Il écrit une biographie sur Camillo Cavour.
Il reçoit du roi de Prusse l'Ordre de l'aigle rouge. En 1867, il reçoit la croix de chevalier de l'Ordre de Léopold. Le 8 novembre 1867, il est nommé Chevalier de l'Ordre de la couronne de fer, et créé Baron par sa majesté impériale François-Joseph Ier d'Autriche. Républicain convaincu, il ne portera jamais son titre.
En 1869 il écrit un livre sur l’œuvre d'Otto Von Bismarck  intitulé : L'œuvre de M. de Bismarck 1863-1866 : Sadowa et la campagne des sept jours qui est traduit en plusieurs langues et lui vaut une notoriété européenne.
Admirateur de la France, il s'engage dans la garde nationale de Paris assiégé pendant la guerre franco-allemande de 1870. Un décret du gouvernement de la défense lui octroie alors la nationalité française.
Il écrit ensuite Nouvelles Campinoises en 1877. Il quitte le Siècle pour travailler à Le Globe en tant que rédacteur en chef. Il écrit Chimère d'amour en 1882, et enfin les Contes Flamands en 1901.
Ouvrier infatigable de la plume, il collabore aux principales revues de Paris et est le correspondant d'un grand nombre de journaux étrangers. Amoureux des arts et des voyages, il participe notamment aux fouilles de Pompéi .
Intellectuel parisien lié et engagé avec les membres du parti républicain, il était notamment en bonne relation avec Hippolyte Carnot, Léon Gambetta, Henri Martin, Jules Simon, Claude Bernard et Alphonse Daudet.
Il est proche d'Étienne-Jules Marey qui vit avec sa femme. Joseph était alors installé avec Marguerite Meyer qu'il épousera à la fin de sa vie et avec qui il aura un fils unique né le 21 mars 1885 : Adrien Philippe Joseph Wilborts.

## Œuvres
- Un conseil d'ami[5]
- Un premier mensonge[6]
- Salons et coulisses[7]
- Châtiments [8]
- Les amours d'Outre-Tombe[9]
- Les Égarements de la Jalousie[9]
- Les Provinciales[9]
- Les Héroïnes, nouvelles polonaises[10]
- L’œuvre de M. de Bismarck 1863-1866 : Sadowa et la campagne des sept jours, Charpentier, 1869 (présentation en ligne)[2]
- Nouvelles campinoises (1877)[11]
- Chimère d'Amour[12]
- Cavour[13]
- Contes flamands